# Yamashina-no-miya

Sceau impérial du Japon

La maison princière Yamashina-no-miya (山階宮) est la troisième plus ancienne branche collatérale (ōke) de la famille impériale du Japon créée à partir de la branche Fushimi-no-miya, plus ancienne des quatre branches de la dynastie impériale autorisée à présenter un successeur au trône du Chrysanthème si la principale lignée impériale n'est pas en mesure de présenter un héritier.
La maison Yamashina-no-miya est fondée en 1871 par le prince Akira, fils ainé du prince Fushimi Kuniie, fils adopté de l'empereur Kōkaku et plus tard de l'empereur Kōmei et conseiller de l'empereur Meiji dans le gouvernement de Meiji.
Le 14 octobre 1947, le prince Takehiko Yamashina perd son statut impérial et devient un citoyen ordinaire dans le cadre de la suppression des branches collatérales de la famille impériale japonaise par le Commandement suprême des forces alliées. À sa mort sans héritier en 1997, la lignée principale de la Yamashina-no-miya disparaît.
Le nom Yamashina est porté par le frère cadet du prince Takehito Yamashina, le marquis Yoshimaro Yamashina, le célèbre ornithologue.
Le palais Yamashina-no-miya est situé dans le quartier Kōjimachi de l'arrondissement de Chiyoda à Tokyo.
|   | Nom                                                                     | Naissance | Succède à | Se retire | Décès |  |
| - | ----------------------------------------------------------------------- | --------- | --------- | --------- | ----- |  |
| 1 | Prince Yamashina Akira (山階宮 晃親王, Yamashina-no-miya Akira shinnō)  | 1816      | 1864      | .         | 1898  |  |
| 2 | Prince Kikumaro Yamashina (山階宮 菊麿王, Yamashina-no-miya Kikumaro-ō) | 1873      | 1898      | .         | 1908  |  |
| 3 | Prince Takehiko Yamashina (山階宮 武彦王, Yamashina-no-miya Takehito-ō) | 1898      | 1908      | 1947      | 1997  |  |

## Source de la traduction
- (en) Cet article est partiellement ou en totalité issu de l’article de Wikipédia en anglais intitulé « Yamashina-no-miya » (voir la liste des auteurs).